# Fédération internationale des professeurs de français
 (octobre 2020).
La Fédération internationale des professeurs de français (FIPF) a été créée en 1969 à l'initiative de Jean Auba, inspecteur général de l'Éducation nationale, alors directeur du Centre international d'études pédagogiques où se trouvait son siège social jusqu'en 2013, et d'André Reboullet. La fédération bénéficie d'un statut d'organisme accrédité auprès de l'Organisation internationale de la francophonie, de l'UNESCO et du Conseil de l'Europe.

## Composition
La FIPF rassemble en 2025 environ 300 associations locales et nationales (et plusieurs fédérations nationales) dans plus de 130 pays, représentant 220 000 adhérents sympathisants et  80 000 enseignants de français dans le monde. Elle publie chaque année un annuaire de ses associations membres.

## Réalisations
La revue Le Français dans le monde, créée en 1961 par Hachette et Larousse appartient à la FIPF depuis 2001 et est éditée depuis lors par CLE International. Cette revue a deux suppléments : Recherches et Applications (supplément scientifique) et Francophonies du Monde (supplément sur les sociétés et cultures francophones). Elle publie par ailleurs la revue Dialogues et Cultures, éditée par EME (L'Harmattan) ainsi que des ouvrages scientifiques tels que les 9 volumes des Actes du congrès mondial de Liège (2016). La FIPF a aussi publié une collection de guides associatifs.
La FIPF organise des activités de formation des responsables associatifs, soutient des projets innovants menés par ses associations membres, aide à l'organisation de congrès mondiaux et régionaux et informe sur les activités de son réseau d'associations membres.
LA FIPF a participé activement à la création de la Journée internationale des professeurs de français (« Le jour du prof de français ») en 2019, qui a lieu depuis chaque année, le dernier jeudi de novembre, et elle coordonne le comité international de pilotage de cette Journée.
En 2020, la FIPF a lancé la Carte internationale des professeurs de français. Cette carte est délivrée à toute personne enseignant le français, quel que soit le type d'établissement où elle travaille : public ou privé, école secondaire, université, Alliance française, Institut français, écoles de langues ou professeurs indépendants.
À l'occasion de son cinquantième anniversaire (2019), la FIPF a publié un livre de témoignages d'anciens responsables de la Fédération, mêlés à des textes écrits par de jeunes enseignants de français.

### Congrès mondiaux
- Congrès constitutif Paris, Sèvres, 1969
- 2e Congrès à Grenoble / Saint-Martin-d'Hères, 1972
- 3e Congrès à La Nouvelle-Orléans, décembre 1975
- 4e Congrès à Bruxelles, Louvain-la-Neuve août-septembre 1978
- 5e Congrès à Rio de Janeiro juillet 1981
- 6e Congrès à Québec 1984
- 7e Congrès à Thessalonique juillet 1988
- 8e Congrès à Lausanne juillet 1992
- 9e Congrès à Tokyo 1996
- 10e Congrès à Paris juillet 2000[2]
- 11e Congrès à Atlanta juillet 2004[3]
- 12e Congrès à Québec juillet 2008[4]
- 13e Congrès à Durban juillet 2012[5]
- 14e Congrès à Liège juillet 2016[6]
- 15e Congrès virtuel tenu en juillet 2021 (prévu initialement à Nabeul en 2020)[7].

Le XVe congrès mondial des professeurs de français, organisé par l'Association tunisienne pour la pédagogie du français (d), devait se tenir à Nabeul / Hammamet en juillet 2020. Reporté d'un an à cause de la pandémie de Covid-19, il s'est tenu sous forme virtuelle du 9 au 14 juillet 2021. Les précédents congrès mondiaux se sont tenus à Québec en juillet 2008, à Durban (Afrique du Sud) en juillet 2012 et à Liège en juillet 2016.

- 16e Congrès, juillet 2025 à Besançon (France)[10] - thème central retenu pour les communications : « Les utopies francophones en tous genres »[11]
- 17e Congrès, 2029 à Pune (Maharashtra, Inde).

## Identité visuelle

Logo dans les années 1990
Logo dans les années 2000
Logo année 2010
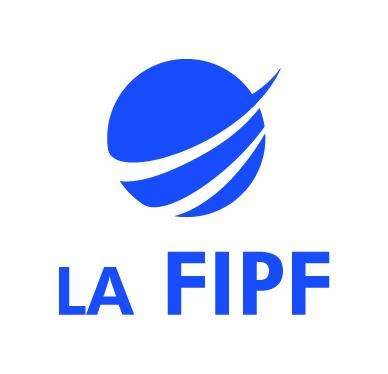
Logo actuel

## Dirigeants

### Présidents
- Louis Philippart (Belgique), de 1969 à 1972
- Jacques Hardré (États-Unis), de 1972 à 1975
- Lucette Chambard (France), de 1975 à 1978
- Jürgen Olbert (Allemagne), de 1978 à 1981
- Émile Bessette (Canada/Québec), de 1981 à 1985
- Jarmo Anttila (Finlande), de 1985 à 1988
- Jean-Claude Gagnon (Canada/Québec) de 1988 à 1992
- Raymond Le Loch (France) de 1992 à 1996
- Alain Braun (Belgique) de 1996 à 2000
- Dario Pagel (Brésil) de 2000 à 2008
- Jean-Pierre Cuq (France) de 2008 à 2016
- Jean-Marc Defays (Belgique) de 2016 à 2021[12]
- Cynthia Eid (d) (Canada/Liban/France) depuis 2021, réélue en 2025.

### Secrétaires généraux
- Colette Stourdzé (de 1969 à 1975)
- May Collet (de 1975 à 1981)
- Pierre Alexandre (de 1981 à 1987)
- Jean A. Souillat (de 1986 à 1994)
- Annie Monnerie-Goarin (de 1994 à 2000)
- Martine Defontaine (de 2000 à 2006)
- Madeleine Rolle-Boumlic (de 2007 à 2012)
- Fabienne Lallement (de 2012 à 2016)
- Stéphane Grivelet (de 2016 à 2019)[13]
- Marc Boisson (de 2019 à 2021)
- Diego Fonseca (d) (depuis 2021)

### Vice-présidents
Les deux vice-présidents élus au Congrès de Besançon le 16 juillet 2025 sont Giedo Custers (d) (Belgique) et Adil Elmahdi (d) (Maroc) qui succèdent à Samir Marzouki (d) (Tunisie) et Doina Spiță (d) (Roumanie) pour le mandat 2021-2025.